# Jenő Konrád
Jenő Konrád, psaný také jako Eugen Conrad, (13. srpna 1894 Bačka Palanka – 15. července 1978 New York) byl maďarský fotbalista a fotbalový trenér. Jeho bratrem byl fotbalista a trenér Kálmán Konrád.

## Fotbalová kariéra
Hrál za Budapesti AK, MTK Budapešť, Austrii Vídeň a First Vienna FC 1894.
V maďarské reprezentaci odehrál jediné přátelské utkání, 30. května 1915 proti Rakousku (výhra 2:1).

## Trenérská kariéra
Trénoval SC Wacker Vídeň, Chinezul Temešvár, Wiener AC, Hakoah Vienna, 1. FC Norimberk, FC Ripensia Temešvár, SK Židenice, Austrii Vídeň, US Triestina, Lille OSC a jako asistent Sporting Lisabon. Přes Portugalsko emigroval do USA.